# Orły (Subkarpaten)
Orły is een dorp in het Poolse woiwodschap Subkarpaten, in het district Przemyski. De plaats maakt deel uit van de gemeente Orły en telt 1000 inwoners.